# Jolande Sap
Johanna Catharina Maria Sap, dite Jolande Sap, née le 22 mai 1963 à Venlo, est une économiste et femme politique néerlandaise. Membre de la Gauche verte (GL), qu'elle dirige de 2010 à 2012, elle est représentante des Pays-Bas de 2008 à 2012.

## Biographie

### Carrière privée
Jolande Sap étudie l'économie à l'université de Tilbourg, puis travaille à l'université d'Amsterdam. De 1996 à 2003, elle est fonctionnaire du ministère des Affaires sociales et de l'Emploi et de 2003 à 2008, directrice d'un bureau de conseil nommé LEEFtijd. De 2008 à 2009, elle enseigne à l'université des sciences appliquées Inholland. Jolande Sap vit avec son compagnon et ses deux enfants à Amsterdam. En 2015, elle devient commissaire chez KPMG.

### Engagement public
Dès 1993, Sap est active pour la Gauche verte. Le 2 septembre 2008, elle entre à la Seconde Chambre des États généraux, héritant du mandat du représentant démissionnaire Wijnand Duyvendak. Elle succède à Femke Halsema comme présidente du groupe parlementaire et chef du parti le 16 décembre 2010. À la suite du mauvais score de son parti aux élections législatives de 2012, elle quitte sa fonction de représentante et démissionne de la direction du parti.